# Mamokete Lechela
Mamokete Lechela (sinh ngày 1 tháng 1 năm 1982) là một vận động viên chạy đường dài người Lesotho. Cô đã tham gia cuộc thi marathon nữ tại Thế vận hội Mùa hè 2004.